# Бродлакович Ілля
Ілля Бродлакович (Вишенський; нар. ?, Судова Вишня, Львівщина — ) — український живописець, працював в середині та 2-й половині 17 століття у Судовій Вишні, потім в Мукачевому на Закарпатті. 

## Творчість

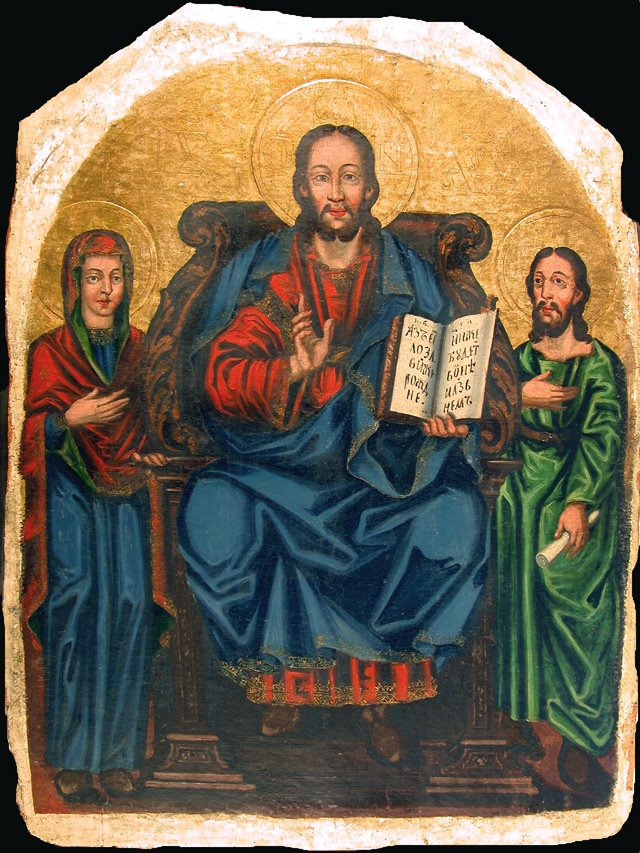
Христос Вчитель З Богородицею та Іваном Хрестителем із зібрання ДОХМ

З його творів відомі ікони «Покрова» (1646, Музей українського мистецтва у Львові) та «Архістратиг Михайло» (1666, Закарпатська картинна галерея), а також ікона Спаса на престолі (1666) з села Руське біля Мукачева, що мають виразний життєвий колорит. 
У церкві с. Вільховиця Мукачівського району знаходиться ікона Поклоніння пастухів (1672) та ще інша ікона, підписані ім'ям художника.
Підписувався «Ілля Бродлакович Малярь Вишенский, Малярь Мукачівский» або «Малярь Вишенский». Розбіжність манери виконання творів, що мали підпис Бродлакович, викликала думку про двох майстрів з таким іменем, можливо, батька й сина. 
Твори Бродлаковича зберігаються в музеях Львова та Ужгорода.